# Пригоди з піджаком Тарапуньки
«Пригоди з піджаком Тарапуньки» — радянський кольоровий короткометражний комедійний фільм 1955 року, знятий режисером Віктором Івановим, його дебютна робота в галузі кіно. Виробництво Київської кіностудії.
Прем'єра фільму відбулася серпні 1955 року. Фільм висміює бракоробів із закладів побутового обслуговування.

## Сюжет
Нещасний випадок із піджаком Тарапуньки приводить його та Штепселя до майстерні «Моментальний ремонт». З рук директора Пупиркіна вони отримують піджак, який виявляється зіпсованим — прикрашеним лапками чорнобурої лисиці, що має отруйний зелений колір. Пупиркін пояснює це тим, що були переплутані квитанції на ремонт. Тарапунька та Штепсель вирішують покарати халтурника і перетворюють його на «блондинку» та випускають на сцену клубу працівників комунальних установ, де його «відремонтований» піджак викликає справжній «тріумф».

## Ролі виконують
- Юрій Тимошенко — Тарапунька
- Юхим Березін — Штепсель
- Віктор Халатов — Пупиркін
- Микола Панасьєв
- Євген Зінов'єв
- Дмитро Франько
- Павло Шкреба
- М. Іванова
- Наталія Кандиба
- Микола Пішванов
- К. Капкунов

## Знімальна група
- Автор сценарію: Юрій Тимошенко
- Режисер: Віктор Іванов
- Оператори: Олексій Панкратьєв, Віталій Філіппов
- Художник: Олексій Бобровніков
- Композитор: Оскар Сандлер
- Звукооператор: Костянтин Коган
- Художник-гример: Еге. Дубчак
- Автор тексту пісень: Михайло Віккерс
- Директор картини: Леонід Нізгурецький